# Дурдом на колесах
«Дурдом на колесах» (англ. RV) — дорожній фільм-комедія 2006 року режисера Баррі Зонненфельда, продюсерів Люсі Фішер і Дугласа Віка, знятий за сценарієм Джеффа Родкі із Робіном Вільямсом у головній ролі. У фільмі також знімалися Джефф Денієлс, Шеріл Гайнс, Крістін Ченовет, ДжоДжо (Джоанна Левеск), Джош Гатчерсон.
Фільм розповідає про керівника компанії з виробництва напоїв та його недружну родину, які орендують фургон для подорожі з Лос-Анджелеса до Скелястих гір Колорадо, під час якої їм доводиться долати численні проблеми та боротися з іншою родиною туристів.
Виробництво фільму здійснили кінокомпанії Columbia Pictures, Relativity Media, Intermedia та Red Wagon Entertainment. У Сполучених Штатах 28 квітня 2006 року фільм випустила в прокат компанія Sony Pictures Releasing. Він був негативно сприйнятий критиками і зібрав у світовому прокаті 87,5 мільйонів доларів проти 50 мільйонів доларів бюджету.

## Сюжет
Трудоголік Боб Мунро вирішив, що йому потрібно більше проводити часу зі своєю родиною: дружиною Джеймі, 15-річною донькою Кассі та 12-річним сином Карлом. Боб обіцяє всім подорож на Гаваї, але несподівано змінює плани. Замість відпочинку в тропічному раю, вони вирушають у дорожню поїздку до Колорадо у спеціально адаптованому для подібних поїздок трейлері, який назвали RV.
Проте ретельно задуманий план Боба про відновлення єдності сім'ї, включаючи їхню подорож на RV, викликає опір і невдоволення дружини та дітей, що призводить до розколу. Незграбні спроби Боба маневрувати величезним та неохайним трейлером викликають презирство, життя в RV значно відрізняється від їхнього звичного комфортного існування в Лос-Анджелесі, і кожна спроба Боба створити атмосферу відпочинку та затишку загрожує лише подальшим роз'єднанням.
Прибувши до табору відпочинку, сім'я Мунро зустрічає сім'ю Горнік, яка дратує своїм задоволенням від безтурботних подорожей у своєму автофургоні. Що більше вони намагаються уникнути зустрічей, то сильніше їхні шляхи перетинаються. Однак серія невдач несподівано сприяє злагодженню родинних зв'язків. Кожен невдалий етап дороги допомагає Мунро знову знайти спільні точки і стати більш об'єднаною сім'єю.

## Акторський склад
- Робін Вільямс — Боб Мунро, керівник Pure Vibe
- Джефф Денієлс — Тревіс Горнік, глава родини Горнік
- Шеріл Гайнс — Джеймі Мунро, дружина Боба
- Крістін Ченовет — Мері Джо Горнік, дружина Тревіса
- ДжоДжо (Джоанна Левеск) — Кессі Мунро, 15-річна донька Боба та Джеймі
- Еріка-Шей Гейр — 5-річна Кессі Мунро
- Джош Гатчерсон — Карл Мунро, 12-річний син Боба та Джеймі
- Кетрін Роуз Янг — немовля Карл Мунро
- Вілл Арнетт — Тодд Мелорі, генеральний директор Pure Vibe
- Гантер Перріш — Ерл Горнік, син-підліток Тревіса та Мері Джо
- Хлоя Зонненфельд — Мун Горнік, 12-річна донька Тревіса та Мері Джо
- Алекс Ферріс — Біллі Горнік, 9-річний син Тревіса та Мері Джо
- Брендан Флетчер — у ролі Гауї, некомпетентного чоловіка, який допомагає Бобу із забитою системою сміттєзвалища автофургона
- Роб Лабелль — Ларрі Мойфін, співвласник Alpine Soda
- Браян Маркінсон — Гаррі Мойфін, співвласник Alpine Soda, брат Ларрі
- Тоні Гейл — Френк, співробітник Боба в Pure Vibe
- Браян Гоу — Марті, гітарист, який подорожує автостопом
- Річард Кокс — Лерд, працівник Pure Vibe, якого Тодд готує на заміну Бобу
- Вероніка Штопа — Гретхен, мілітаристська подруга Кессі
- Кірстен Альтер — Теммі
- Метью Грей Габлер — Джо Джо (Джозеф), некомпетентний чоловік, який допомагає Бобу із забитою системою сміттєзвалища автофургона
- Стівен Міллер — Organ Stew Guy
- Малкольм Скотт — Кенні
- Дебора Де Мілль — жінка, підкинута на автофургоні
- Чед Кроучук — скуйовджений підліток
- Тай Олссон — офіцер поліції на перевалі Диявола
- Брюс Макфі — Сем, офіцер поліції на перевалі Незалежності
- Джакомо Баессато, Джастін Шартьє та Ендрю Ботц — хіп-хоп-виконавці
- Баррі Зонненфельд — Ірв, хитрий торговець автофургонами
- Даян Мішель — голос RV GPS

## Виробництво
Основні зйомки фільму відбувалися в Канаді, в районі Ванкувера та південній частині провінції Альберти, з 25 травня 2005 року, завершилися наступного серпня.

## Саундтрек
Музика була написана одним із найталановитіших американських композиторів, Джеймсом Ньютоном Говардом, у записах брали участь кілька учасників гурту американського кантрі-співака Лайла Ловетта: Метт Роллінгз (клавішні), Расс Кункель (ударні), Рей Герндон (гітара), Віктор Краусс (бас) і Бак Рейд (педальна слайд-гітара). Елвін Чеа, вокаліст акапельного секстету «Take 6», виконав сольний вокал. Додаткову музику надали композитори Стюарт Майкл Томас і Блейк Нілі. Серед помітних у фільмі пісень — «GTO», «Route 66», «Cherry Bomb» і «Stand by Your Man».

## Випуск
28 квітня 2006 року фільм був випущений у Північній Америці компанією Columbia Pictures, 15 серпня 2006 року — на дисках UMD, DVD та Blu-ray компанією Sony Pictures Home Entertainment, 12 лютого 2014 року з'явився на стримінгових платформах. Фільм зібрав 71,7 мільйона доларів в Америці та 15,8 мільйона доларів на інших територіях із загальною сумою в 87,5 мільйона доларів при бюджеті виробництва в 50 мільйонів доларів. У перші вихідні він посів перше місце в прокаті з 16,4 мільйона доларів у 3639 кінотеатрах.

### Прокат в Україні
Прем'єра в Україні 3 травня 2006 року. Прокатник — Каскад Україна.

## Сприйняття

### Реакція критиків
На сайті Rotten Tomatoes рейтинг схвалення фільму становить 24 % на основі 122 рецензій із середньою оцінкою 4,3/10 (на 2 лютого 2024). Критичний консенсус сайту виголошує: «Неоригінальний і лише зрідка кумедний сімейний фільм про подорожі, RV — це посередня робота, яку не може врятувати навіть харизма Робіна Вільямса». На Metacritic він отримав 33 бали зі 100 на основі відгуків 28 критиків, що вказує на «загалом несприятливі відгуки», оцінка глядачів — 5,2/10 («змішана або середня»). Аудиторія, опитана CinemaScore, поставила фільму середню оцінку B+ за шкалою від A+ до F.
Джастін Чанг з Variety сказав, що «RV створює привабливу солодкість, яка частково компенсує його грубу передбачуваність і скупий сміх». Роджер Еберт, який писав для Chicago Sun-Times, дав фільму дві зірки з чотирьох, сказавши: «Немає нічого, що мені дуже не сподобалося, але небагато, що можна рекомендувати».

### Відзнаки
| Нагорода      | Категорія                                                                       | номінант        | Результат |
| ------------- | ------------------------------------------------------------------------------- | --------------- | --------- |
| Золота малина | Найгірший привід для сімейних розваг                                            | фільм           | Перемога  |
| Золота малина | Найгірша актриса другого плану                                                  | Крістін Ченовет | Номінація |
| Молодий актор | Найкраща гра в повнометражному фільмі — Виконання головної ролі молодого актора | Джош Гатчерсон  | Номінація |

## Виноски
1. ↑  Також «Божевільня на колесах»
2. ↑  Абревіатура RV одночасно розшифровується як англ. Recreational Vehicle — «будинок на колесах» і як англ. Runaway Vacation — «некерована відпустка»